# آن فيليبس
آن فيليبس (بالإنجليزية: Anne Phillips)‏ هي أستاذة جامعية بريطانية، ولدت في 2 يونيو 1950 في لانكستر في المملكة المتحدة.